# خون‌آشام اپرا
خون‌آشام اپرا (ایتالیایی: Il mostro dell'opera) یک فیلم ترسناک ایتالیایی به کارگردانی رناتو پلسلی است که در سال ۱۹۶۴ منتشر شد.

## بازیگران
- جوزپه آدوباتی
- آلدو نیکودمی
- میلنا ووکوتیک
- رناتو مونتالبانو
- والتر براندی
- مارکو ماریانی